# Hocine Metref
Hocine Metref, né le 1er janvier 1984 à Alger, est un footballeur international algérien, évoluant comme milieu de terrain. Il compte sept sélections en équipe nationale d'Algérie entre 2005 et 2011.

## Biographie

### Carrière en club
Joueur polyvalent formé depuis 1995 à l'USM Alger ,,,, il s'est distingué comme arrière sur le couloir gauche puis comme milieu de terrain, faisant partie du groupe professionnelle depuis 2002, le joueur est connu par sa discipline et réalise des performances notables malgré son jeune âge.
En 2008, il s'engage avec le Dijon FCO club de la Ligue 2 française, ce contrat est rompu par accord mutuel en novembre 2008 et le joueur fait son retour au championnat algérien par le biais de l'ES Sétif où il dispute pleinement deux saisons et demie, et fut parmi les meilleurs joueurs du championnat avec de belles prestations et plusieurs titres gagnés.
En 2011, il rejoint le club de la JS Kabylie, perturbé pour cause de blessures il ne jouera que certains matchs.
Lors de l'intersaison 2012, le joueur signe un contrat de deux ans au profit des rangs du MC Alger, il réussit un certain retour à son ancien niveau en faisant partie de l'ossature essentielle de l'équipe algéroise. L'année suivante, absent pratiquement le long de la saison à cause d'une blessure grave au genou, il a pu joué quelques minutes lors des derniers matchs de championnat et lors de la finale de la Coupe d'Algérie 2013-2014 remportée par son club.
Libre en fin de la saison, le joueur s'engage pour une durée de deux ans au profil du club du NA Hussein Dey fraîchement promu en Ligue 1. Metref résilie son contrat au milieu de la deuxième saison, peu après des sources médiatiques évoquent un retour prochain sur les terrains.  
En 2016, il rejoint le club algérois du RC Kouba et réussit à le reconduire en Ligue 2. 
En 2018, Metref signe un bref passage au profit de la JSM Skikda mais revient aussitôt aux rangs du RC Kouba. Par la suite, il opte pour l'A Bou Saada,, puis la saison d'après pour l'USM Blida,.

### Carrière en équipe nationale

#### Parcours avec les équipes de jeunes
Sur le plan international, Metref représente l'Algérie dans les catégories des équipes d'Algérie des jeux olympiques, avec qui il a disputé un tournoi international à Doha au Qatar. Il est titulaire lors de ce tournoi où l'Algérie termine quatrième, puis aux Jeux de la Solidarité Islamique de 2005, et aux Jeux Méditerranées de 2005.

#### Équipe Nationale A'
Sélectionné depuis 2008, Metref est retenu en février 2011 par l'entraîneur algérien Abdelhak Benchikha, dans la liste des 23 joueurs de l'Équipe d'Algérie A' qui participent à la CHAN 2011 joué au Soudan, où l'équipe algérienne est éliminée au dernier carré par penaltys face à son homologue tunisienne.

#### Équipe Nationale
Hocine Metref connaît sa première sélection en Équipe Nationale le 8 octobre 2005 face au Gabon. Il dispose de 6 sélections à son compte. 
En 2010, Metref est placé dans la liste réserve de l'équipe d'Algérie prenant part à la Coupe du monde 2010,.  
Sa dernière production fut en Octobre 2011 contre la République Centrafricaine, dans le cadre des qualifications à la CAN 2012 sous l'ère de l’entraîneur bosniaque fraîchement installé Vahid Halilhodžić, le match était sans enjeu pour l'équipe algérienne déjà éliminée de la course, mais d'une importance assez considérable pour le nouvel entraîneur, le joueur a produit un match très correct, l'Algérie l’emporta 2 buts à 0.

## Palmarès

### En club
Metref Hocine a gagné dans sa carrière 7 titres nationaux et 3 autres régionaux.
| USM Alger (4) - Championnat d'Algérie (2) : - Champion : 2003 et 2005. - Vice-champion : 2004. - Coupe d'Algérie (2) : - Vainqueur : 2003 et 2004. |  | ES Sétif (5) - Championnat d'Algérie (1) : - Champion : 2009. - Vice-champion : 2010. - Coupe d'Algérie (1) : - Vainqueur : 2010. - Coupe de la Confédération : - Finaliste : 2009. - Coupe Nord-Africaine des Clubs Champions (1) : - Vainqueur : 2009. - Coupe Nord-Africaine des Vainqueurs de Coupe (1) : - Vainqueur : 2010. - Supercoupe de l'UNAF (1) : - Vainqueur : 2010. |  | MC Alger (1) - Coupe d'Algérie (1) : - Vainqueur : 2014. |  | RC Kouba - Championnat d'Algérie D3 (1) : - Champion : 2017. |

### En sélection
| Équipe d'Algérie olympique de football - Tournoi de l'Amitié du Qatar (en) - Quatrième en 2005. - Jeux de la Solidarité Islamique - Quart de finaliste en 2005. - Jeux Méditerranéens - Quart de finaliste en 2005. |  | Équipe d'Algérie de football A' - Championnat d'Afrique des nations de football - Quatrième en 2011. |

## Matchs internationaux avec l'Algérie
Les tableaux suivants listent les rencontres de l'équipe d'Algérie A et l'équipe d'Algérie A' dans lesquelles Hocine Metref a été sélectionné.
Hocine Metref étant le joueur le plus sélectionné dans cette équipe d'Algérie A' depuis sa création en 2008.